# 204 TCN
Năm 204 TCN là một năm trong lịch Julius. 